# Larrángoz
Larrángoz (Larrangotz en euskera y cooficialmente) es un despoblado de la Comunidad Foral de Navarra (España) dentro del municipio de Lónguida, situado en la merindad de Sangüesa a 30 kilómetros de Pamplona.
En 1986 contaba con una población de derecho de 5 habitantes.
Se encuentra en ruinas y lo más destacable es su iglesia románica dedicada a San Bartolomé, con portada gótica del siglo XIII. también hay restos de un palacio señorial medieval y algún caserón.